# Everybody 1-2-Switch!
《Everybody 1-2-Switch!》是一款由任天堂企劃製作本部和NDcube開發並由任天堂發行的聚会游戏，為2017年任天堂Switch首發遊戲《1-2-Switch》的續作，於2023年6月30日在任天堂Switch上發售。本作不僅支援8人使用Joy-Con控制器遊戲，也支援玩家使用智慧型手機作為手把連接任天堂Switch主機進行遊戲。除此之外，本作也加入了对繁简中文的支持。

## 玩法
玩家們將分為兩支隊伍進行隊伍對抗戰，每支隊伍都需要在小遊戲中獲勝來獲得積分，達成目標積分的隊伍就能勝出。過程中，會有一個名字叫「Horace」的主持人對遊戲時間的設置、隊伍的分組、決定下一個遊戲和最後的MVP投票等進行協助。除了「隊伍對抗戰」外，還有以個人比賽的「測驗派對」和「Bingo派對」模式。

## 開發與發行
2022年6月，外媒Fanbyte的編輯Imran Khan表示，任天堂企劃製作本部已經完成《1-2-Switch》續作的開發，名字被定名為《Everybody 1-2-Switch!》。本作受到了《Jackbox Party Pack》系列的影響，原本任天堂已經開始準備在適當的時機公開本作，但是在經過內部測試後，卻獲得了糟糕的評價，一些人認為很無聊，甚至不想打完整局遊戲。有許多任天堂的內部員工認為如果遊戲在如此糟糕的情況下推出，一定會危害到公司的聲譽。任天堂當時已經製作好遊戲外盒並且印刷了遊戲封面，但面對如此糟糕的情況，他們也在尋找處理這款遊戲的方式。消息來源稱，本作仍可能會以60美元的價格來發售，也有內部員工表示本作可以作為「Nintendo Switch Online + 擴充包」專用的內容之一。
2023年6月1日，任天堂正式公布了本作，沒有釋出任何遊玩影片和遊戲截圖，定於6月30日發售。售價30美元，顯著低於前作的50美元。6月21日，釋出了本作的遊玩影片。

## 反响
本作獲得了業界非常一般的評價。雖然本作的價格相比前作更加便宜，但本作小遊戲的設計水準受到了批評。